# Hochsal
Hochsal (früher Hochsala) ist ein Stadtteil der Stadt Laufenburg (Baden) im Landkreis Waldshut in Baden-Württemberg.
Aufgrund der Gebietsreform in Baden-Württemberg wurde Hochsal am 1. Januar 1975 ein Stadtteil der Stadt Laufenburg (Baden).

## Geografie
Hochsal liegt nordöstlich von Laufenburg. Die L151a verbindet Hochsal nördlich mit dem Laufenburger Stadtteil Rotzel und südlich mit der Gemeinde Laufenburg (Baden) und dem Stadtteil Grunholz. Im Westen führt die Lindenstraße nach Binzgen und im Osten die Schachener Straße nach Schachen einem Ortsteil von Albbruck.
Durch den Ort fließen die Hochsaler Wuhr die bei Segeten, einem Ortsteil der Gemeinde Görwihl, entspringt. Die Hochsaler Wuhr geht ab Laufenburg (Baden) in den Bleielbach über und mündet im Feldgraben und damit dem Rhein. Der Hochsalerbach und der Grunholzerbach entspringen der Hochsaler Wuhr nahe dem westlichen Ortseingang an der L151a.

## Geschichte
Der Ort wurde 1239 erstmals unter dem Namen "Hochsala" (von althochdeutsch sala = Herrenland) erwähnt. Der Name weist auf ein Königsgut und auf eine sehr frühe Besiedlung hin. Hochsal war damals eine Ausbausiedlung des frühen Hochmittelalters. Um die Mitte des 13. Jahrhunderts eigneten sich die Grafen von Habsburg das von den Herren von Tiefenstein zu Hochsal an Neuenzell vergebene Ausstattungsgut gewaltsam an. Hochsal hatte einen Freihof. In ihm fand zweimal im Jahr das Gericht über die Freileute des Hotzenwaldes statt. Den Grundbesitz der Herren von Gutenburg – zunächst Lehen von Habsburg, seit 1302 Eigentum – erhielt 1349 Kloster St. Blasien. Eine Hufe gehörte dem Damenstift Säckingen. Anfang des 14. Jahrhunderts befand sich die Ortsherrschaft in habsburgischem Besitz. „Ze Hochsol ist ein dinghofstst ... diu herschaft von Österich hat in dem hofe thwing und ban ud dub und vrevel ze richtenne“ heißt es im Habsburger Urber. Als Inhaber der Vogtei über das Dorf als österreichisches Lehen erscheinen 1534 Exuperantius Hieronimus Baidung, Nachfolger seines Bruders, und 1712 Johann Josef Heinrich Zweyer.
Hochsal war von den Salpetererunruhen im 18. und 19. Jahrhundert betroffen.
Hochsal gehörte als Haupt- und Pfarrort der nach ihm benannten Einung zum Waldvogteiamt in der Grafschaft Hauenstein und kam 1805 (siehe Frieden von Pressburg) an das Kurfürstentum Baden und dort zum Oberamt Waldshut, 1809 an das Oberamt Laufenburg, 1819 vom Bezirksamt Säckingen zum Bezirksamt Waldshut und 1936 wieder an das Bezirksamt Säckingen.

### Gebietsreform in Baden-Württemberg
Nach der Ankündigung der Gebietsreform in Baden-Württemberg und der damit Eingemeindung in die Stadt Laufenburg (Baden) stieß auf große Abneigung der Bewohner Hochsals und des damaligen Bürgermeisters Karl Wehrle. Karl Wehrle war der vierte Bürgermeister Hochsals seit dem Zweiten Weltkrieg und hatte sein Amt seit Oktober 1957 inne. "Die Mehrheit hat gemeint, wir könnten selbstständig bleiben", und Bürgermeister Karl Wehrle "wollte von Laufenburg überhaupt nichts wissen, so ein Zeitzeuge. Mit dem Gesetz zum Abschluss der Neuordnung der Gemeinden (Besonderes Gemeindereformgesetz) (kurz: BesGemRefG) BW § 64 wurde am 9. Juli 1974 vom Landtag die Eingliederung beschlossen. Eine freiwillige Vereinbarung über die Rechtsfolgen der Eingliederung wurde vom Gemeinderat Laufenburg am 7. Oktober 1974 und vom Gemeinderat Hochsal am 2. November 1974 beschlossen. Für die Übergangszeit bis zur nächsten allgemeinen Gemeinderatswahl wurden die Gemeinderäte Heinrich Oeschger  und Werner Ebner in den Gemeinderat (bis 1989) der Stadt Laufenburg (Baden) gewählt.
Seit dem 1. Januar 1975 sind die Einwohner von Hochsal mit allen Rechten und Pflichten Bürger der Stadt Laufenburg. Bürgermeister Karl Wehrle wurde in den Ruhestand versetzt. Der Gemeinderechner Josef Huber, der seit dem 1. Juni 1929 der Verwalter der Gemeindekasse war, ist nach einer Übergangszeit ebenfalls in den Ruhestand getreten. Ratschreiber Alfed Tröndle übernahm weiterhin die Verwaltungsgeschäfte im Rathaus Hochsal. Im Gegensatz zu den anderen Stadtteilen Laufenburgs, die sich freiwillig eingemeindet hatten, erhielt Hochsal keinen Ortschaftsrat. In den folgenden Jahren wurde die Wasserversorgung Hochsals sichergestellt, die vor 1975 im Sommer für jeweils drei Monate nicht gegeben war. Auch die Infrastruktur wurde verbessert, wie die Lindenstraße und die Straßenbeleuchtung die 1974 nur sechs Laternen zählte. 20 Jahre später (1994) zählte Hochsal 590 Einwohner.

## Wappen
In Silber auf grünem Dreiberg, belegt mit dem österreichischen Bindenschild, eine grüne Tanne. Die Tanne - schon im 19. Jahrhundert Siegelbild - steht für die Zugehörigkeit zur Grafschaft Hauenstein, in Rot der silberne Balken für die österreichische Landeshoheit. Das vom Generallandesarchiv Karlsruhe vorgeschlagene Wappen wurde 1907 von der Gemeinde angenommen.

## Kirche und Religion
Die St.-Pelagius-Kirche wurde erstmals 1463 erwähnt. Das Baudatum des Turms war 1081. Der Turm hat eine Fläche von 9 × 9 Metern und eine Turmhöhe von 38 Metern. Im Glockenturm befinden sich 4 Glocken, die größte hat ein Gewicht von 1200 kg. Der Turm weist im Unterteil romanische und im Oberteil frühgotische Formen auf. 1770 erhielt das dreischiffige Langhaus eine barocke Ausstattung.
Neben der Kirche steht die St.-Anna-Kapelle (auch Ölberg) mit  angebautem Ossarium (Beinhaus) (heute: Lourdes-Grotte) am Ort der vormaligen Behausung der seligen Mechthild, der Stifterin der Pfarrkirche.
Aufgrund der historischen Zugehörigkeit zur katholischen, vorderösterreichischen Grafschaft Hauenstein sind die Bewohner Hochsals überwiegend römisch-katholischen.
1238/39 war die Vogtei über die Kirche zu Hochsal gemeinsamer, von den 1223 ausgestorbenen Grafen von Homberg ererbter Besitz der älteren und jüngeren Linie des Hauses Habsburg. Der Stift Säckingen hatte das Patronatsrecht über das St. Pelagius geweihte Gotteshaus. Der Sprengel der Pfarrei umfasste bis 1695 auch Alb, Albert, Rhina, Herrischried, Schellenberg, Rütte, Todtmoos-Au und Todtmoos-Glashütte, bis 1827 Binzgen, Schachen, Rotzel und Oberwihl. Zum heutigen Sprengel gehören Hochsal, Binzgen, Rotzel und Schachen (Gemeinde Albbruck).

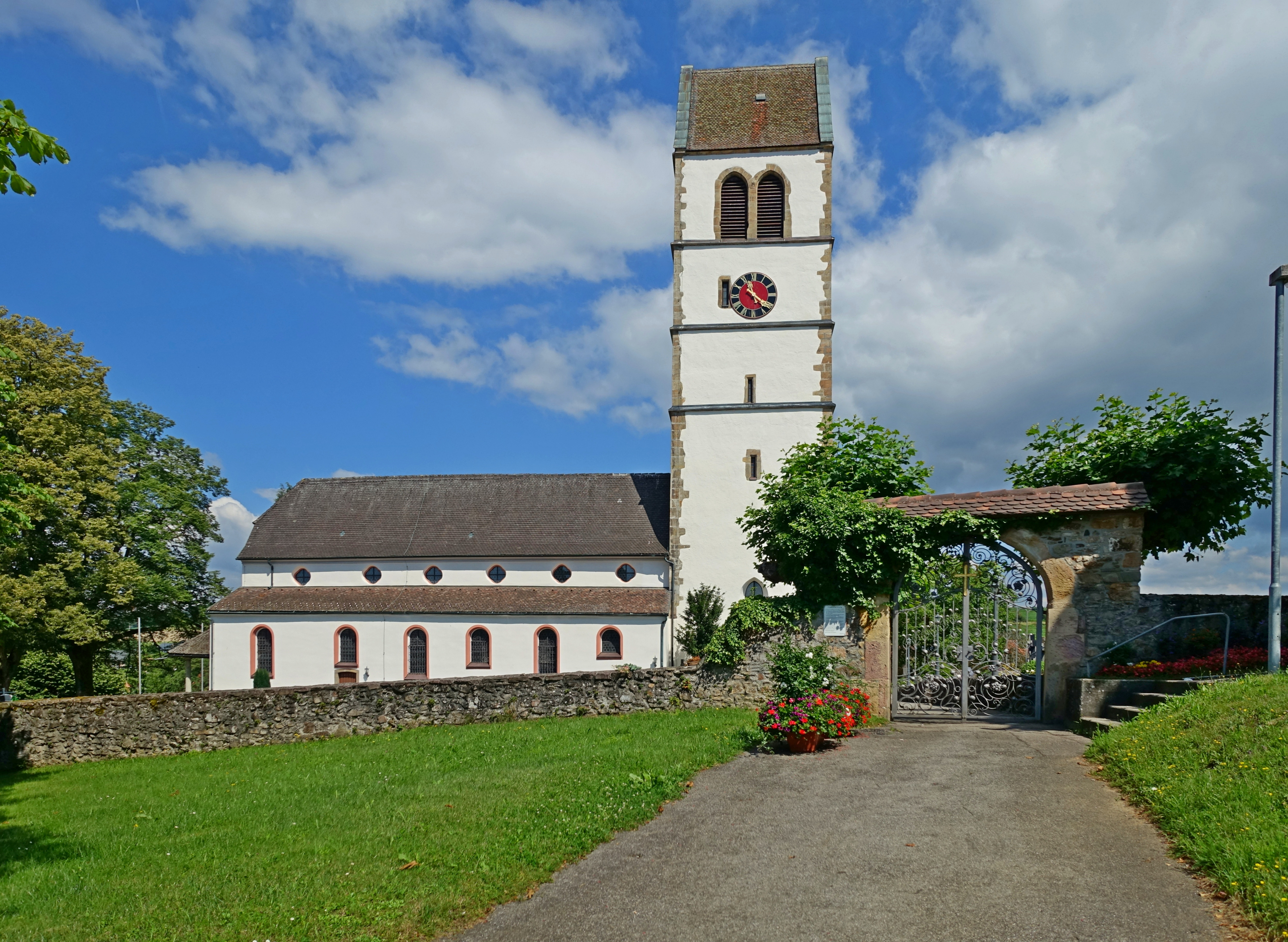
St. Pelagius Außenansicht
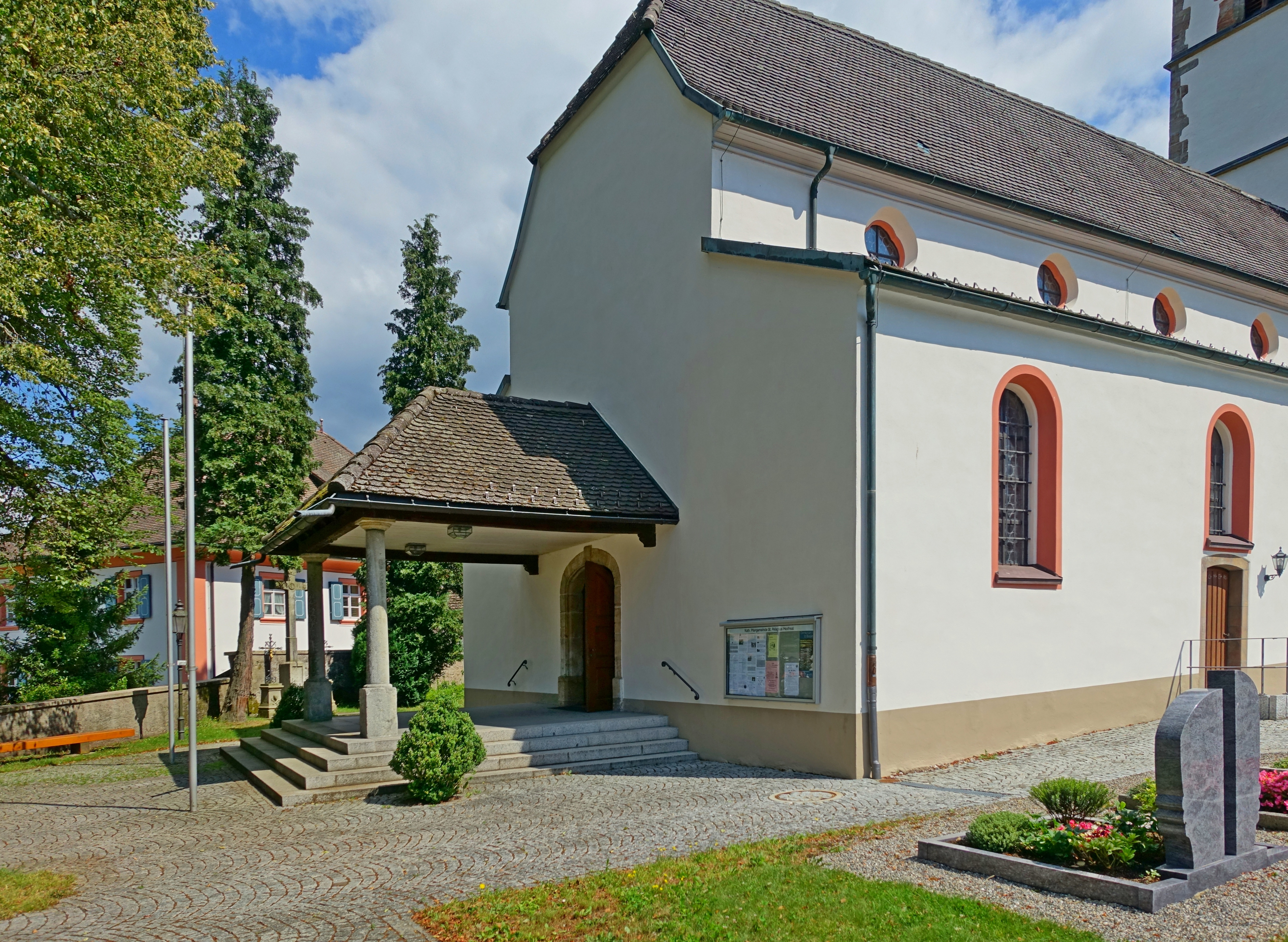
St. Pelagius Außenansicht
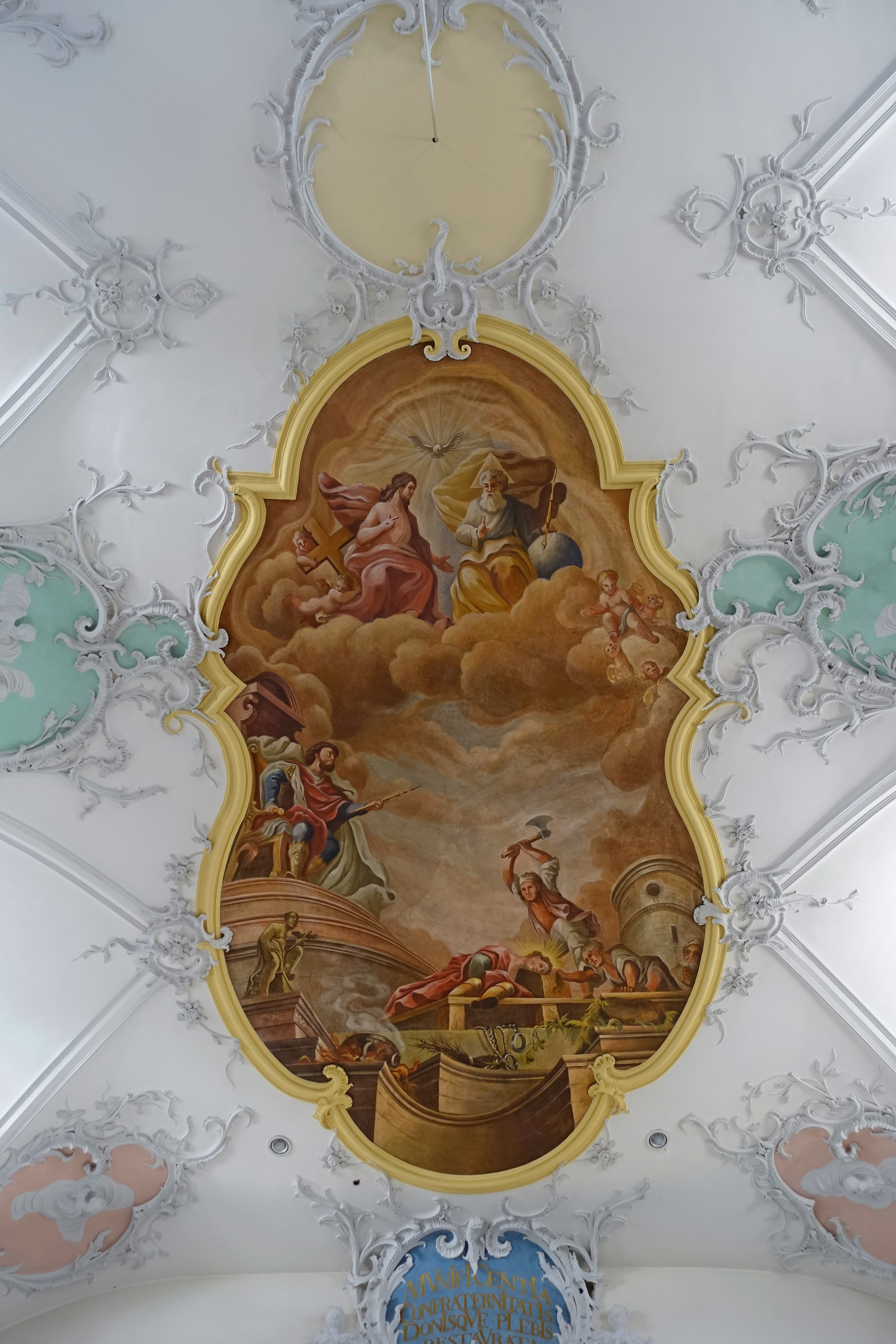
St. Pelagius Innenansicht
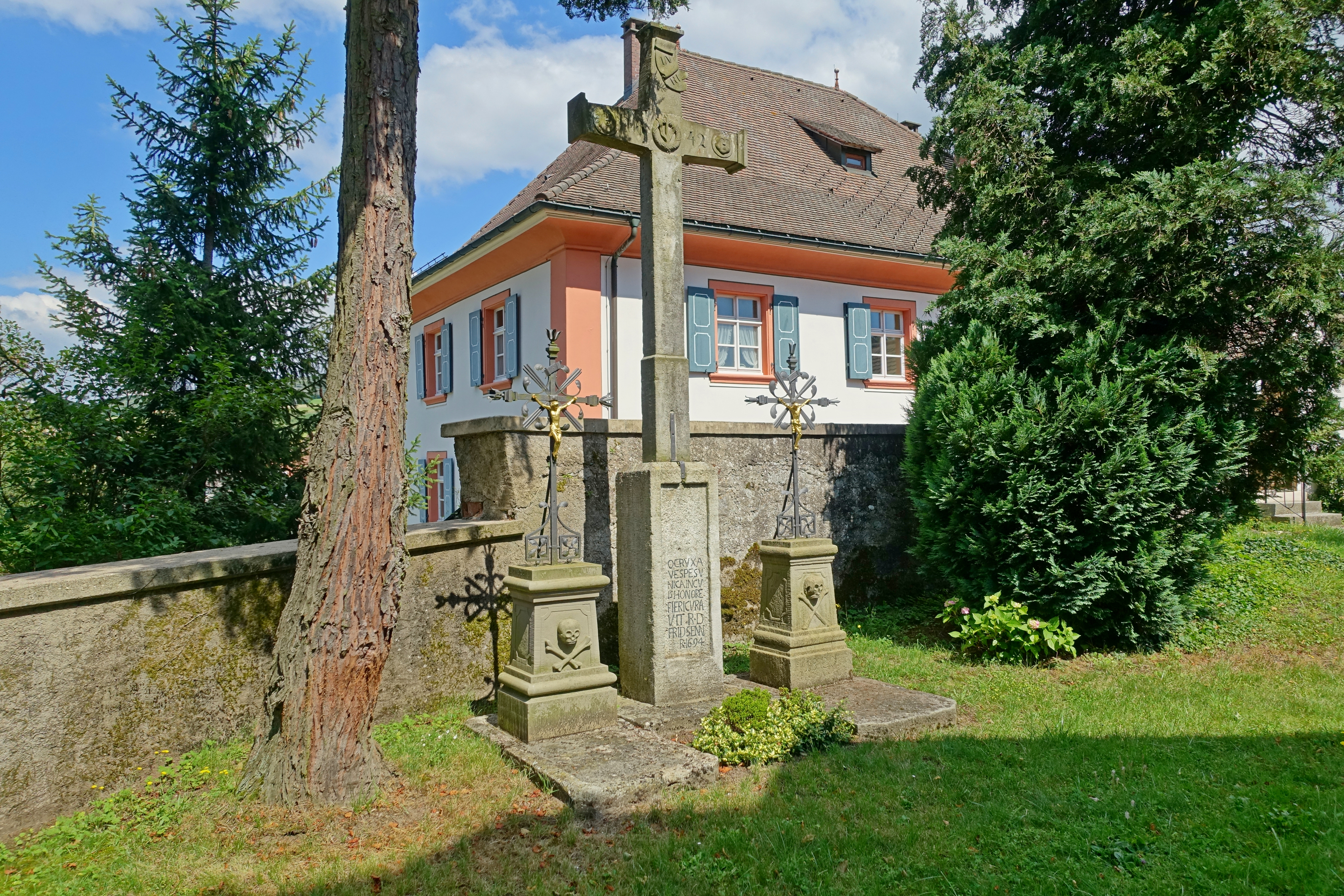
Kreuz neben dem Haupteingang
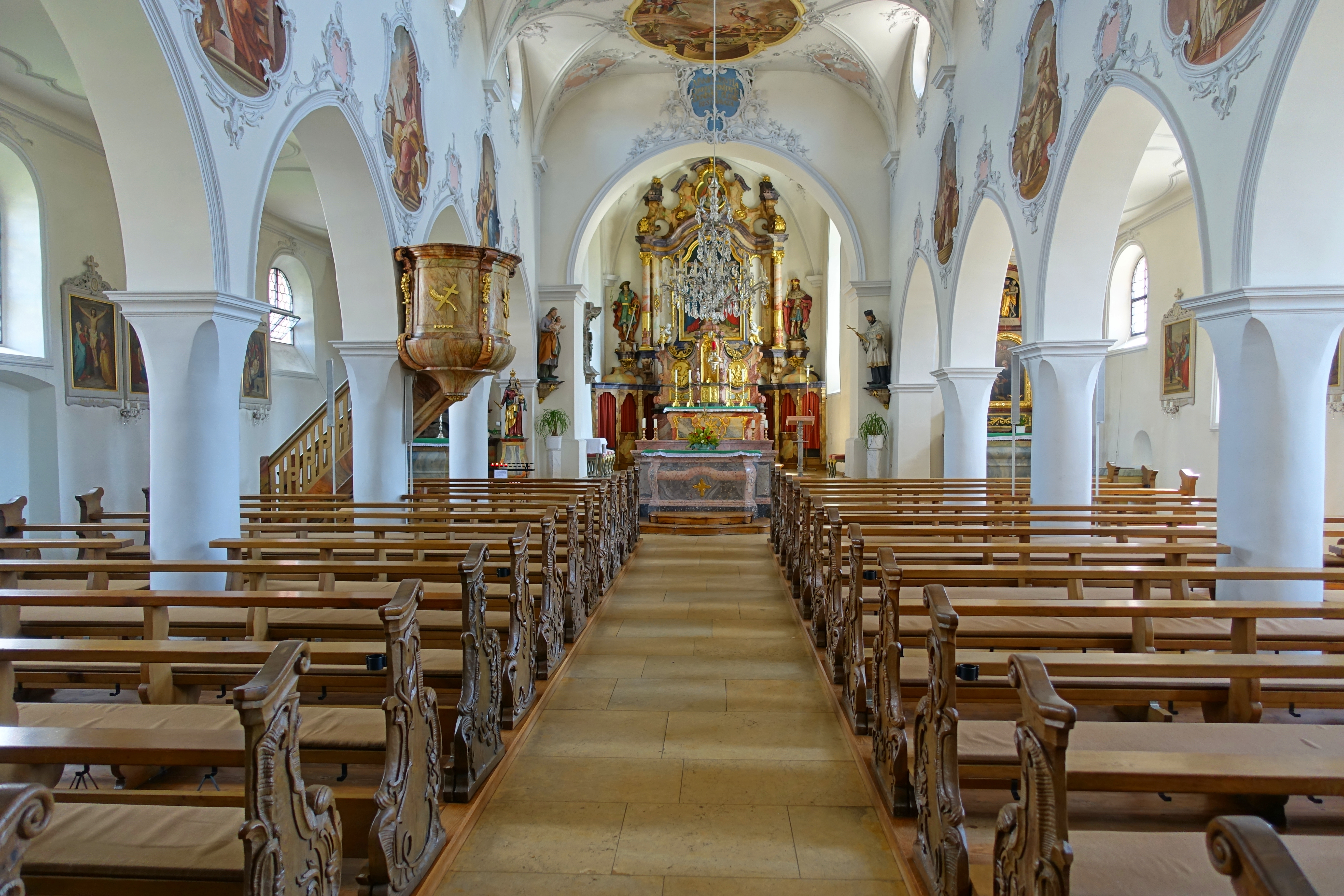
St. Pelagius Innenansicht
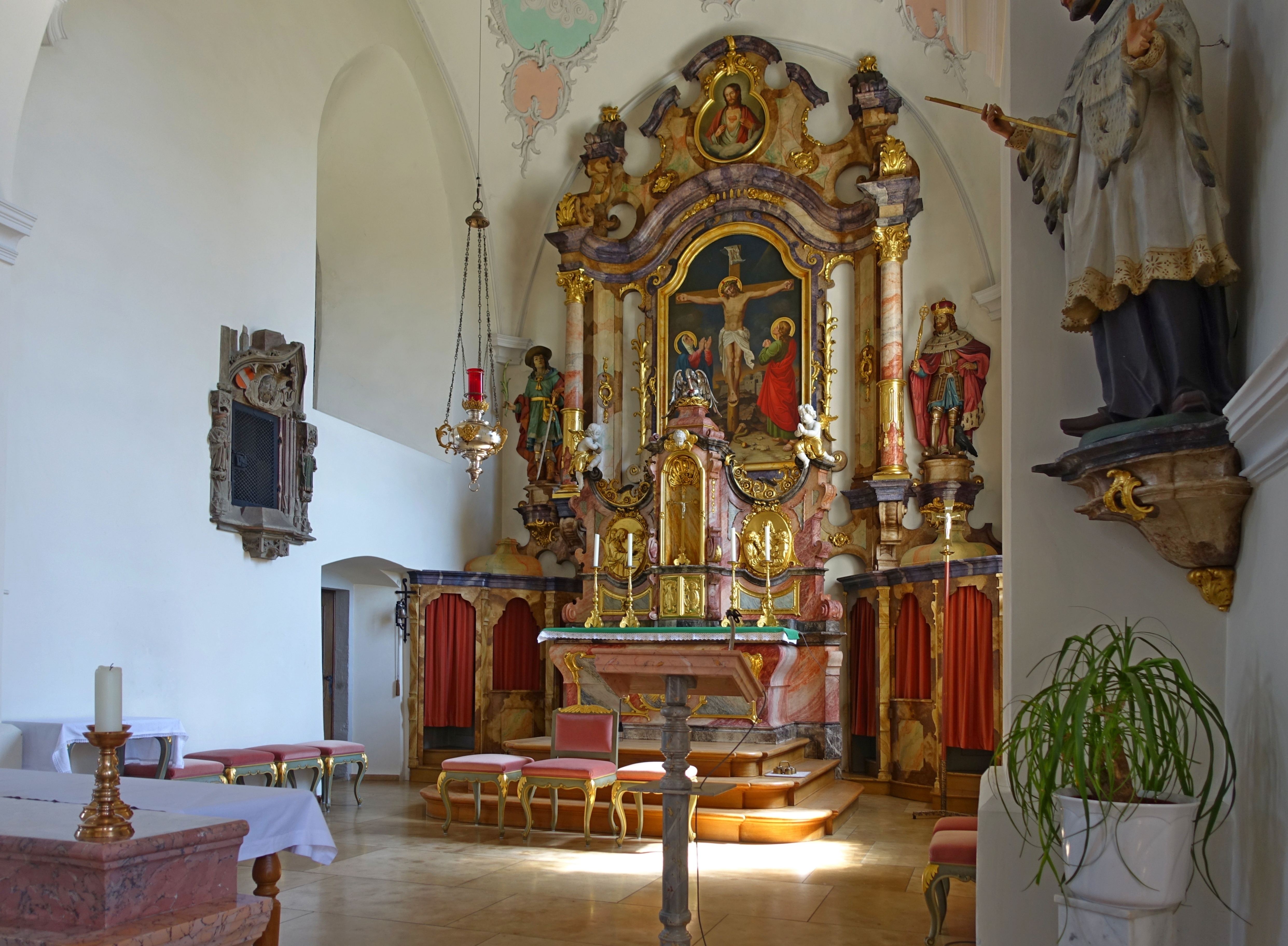
St. Pelagius Innenansicht
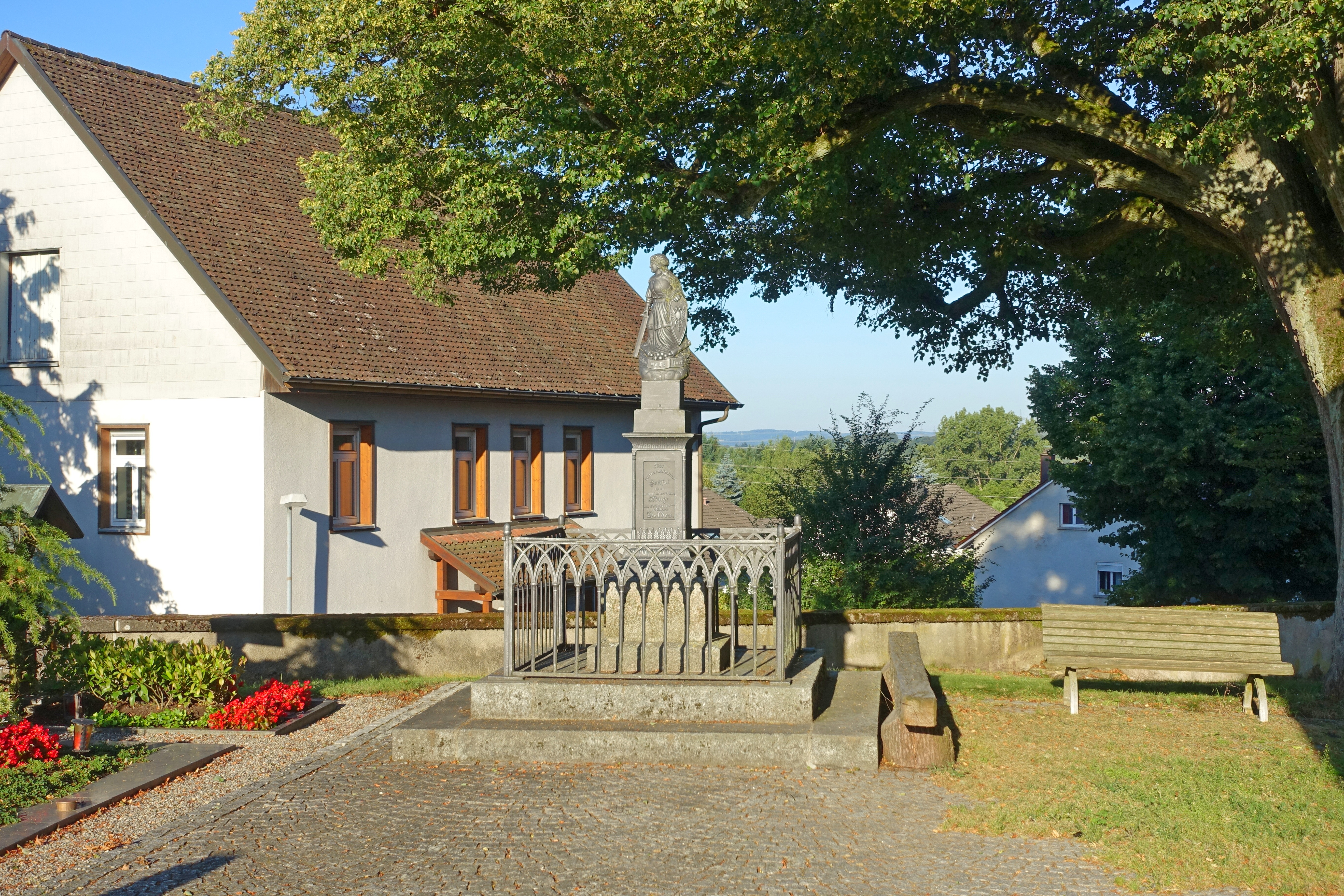
Kriegerdenkmal am St. Pelagius
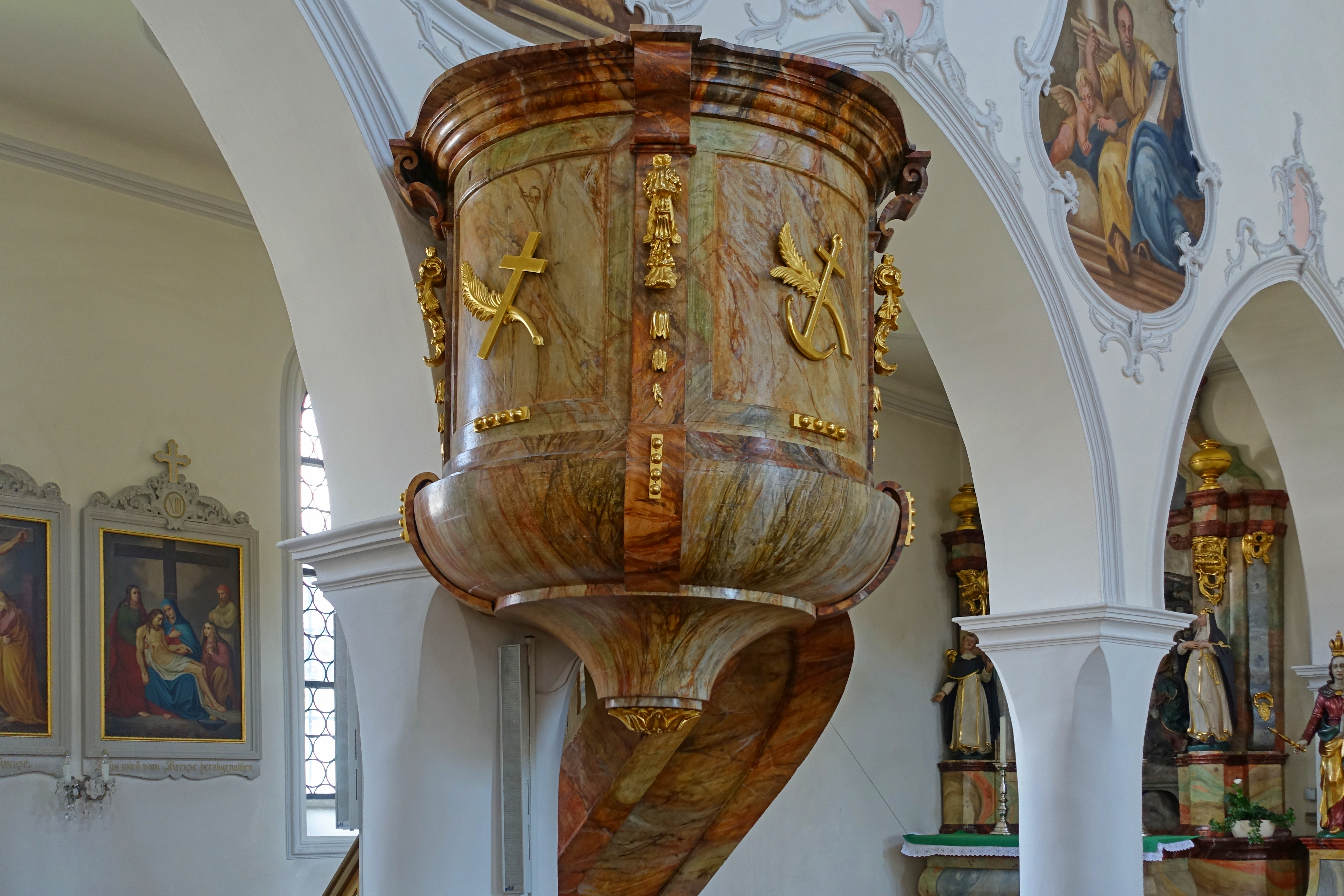
St. Pelagius Innenansicht

## Sehenswürdigkeiten

### Museen
Das kleine Museum der Oldie-Träume war ein 1997 gegründetes Fahrzeugmuseum, betrieben vom Inhaber des Gasthaus Krone. Es stellte 24 Motorräder, 80 Mopeds und 2 Autos aus. 2001 wurde es geschlossen und die Zweiradsammlung als Das kleine Museum der Oldieträume nach Ühlingen-Birkendorf verlagert.

### Denkmäler
In Hochsal existieren zwei Denkmäler. Ein Denkmal erinnert an die Gefallenen der ersten beiden Weltkriege, das andere befindet sich neben der Kirche und erinnert an den Deutsch-Französischen Krieg.

### Denkmal Deutsch-Französischer Krieg
Auf dem Denkmal prangt eine Figur der Germania, sie hält in ihrer Linken ein Schwert und in der Rechten ein Schild mit dem Wappen der Habsburger Monarchie. Zu Fuße steht die Inschrift "Einheit macht stark." Auf jeder Seite des Denkmales steht eine Inschrift. Südlich und östlich stehen die Namen, das Alter und der Todesort, der sieben Gefallenen Männer der umliegenden Dörfer.
Inschrift Ost
"Die dankbare Pfargemeinde Hochsal ihren im Deutsch-französischen Kriege von 1870 bis 1871 gefallenen Helden."
Inschrift West
"Sie starben den schönen Tod für das Vaterland."
Galerie

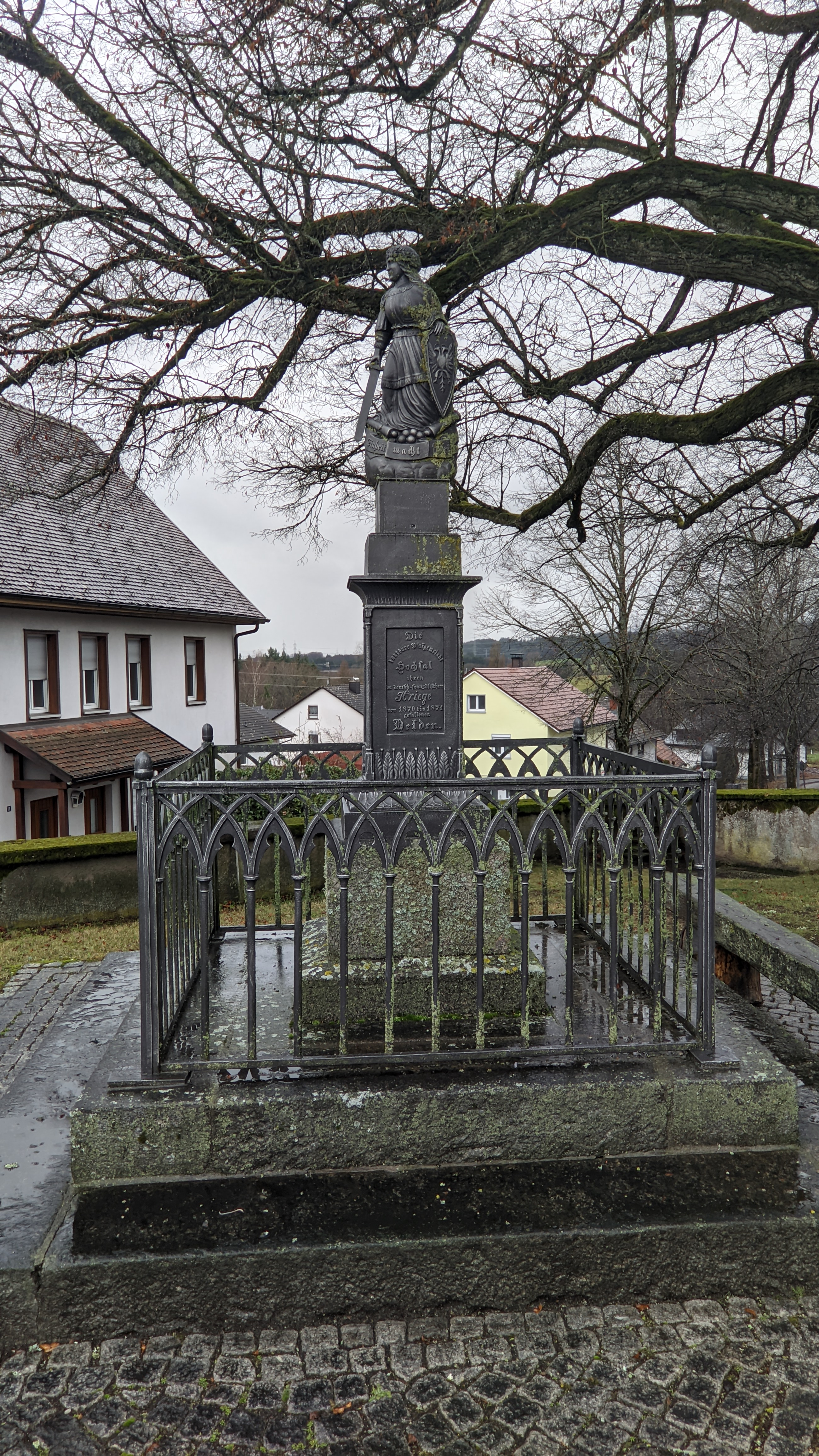
Denkmal Deutsch-Französischer Krieg
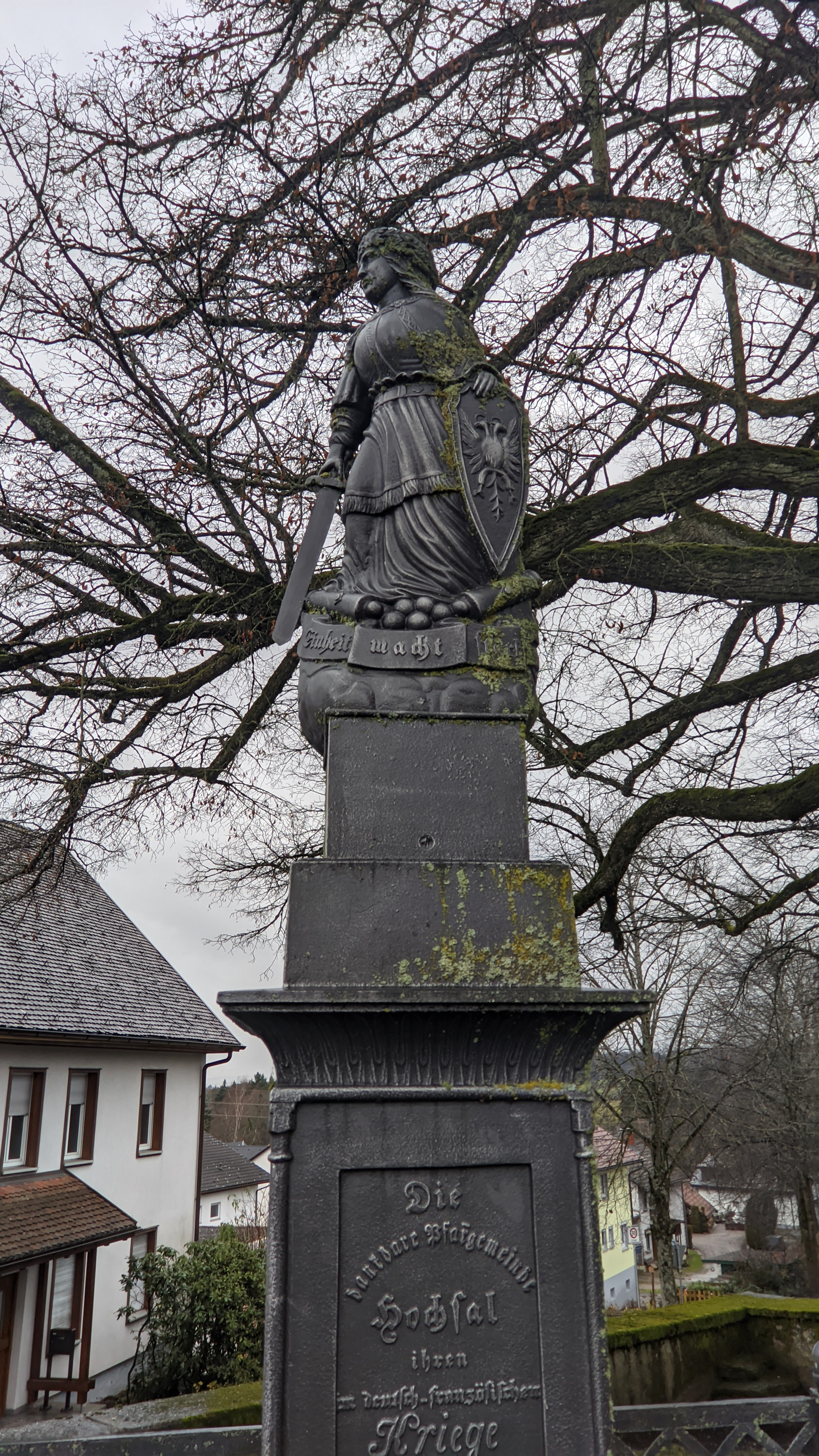
Statue
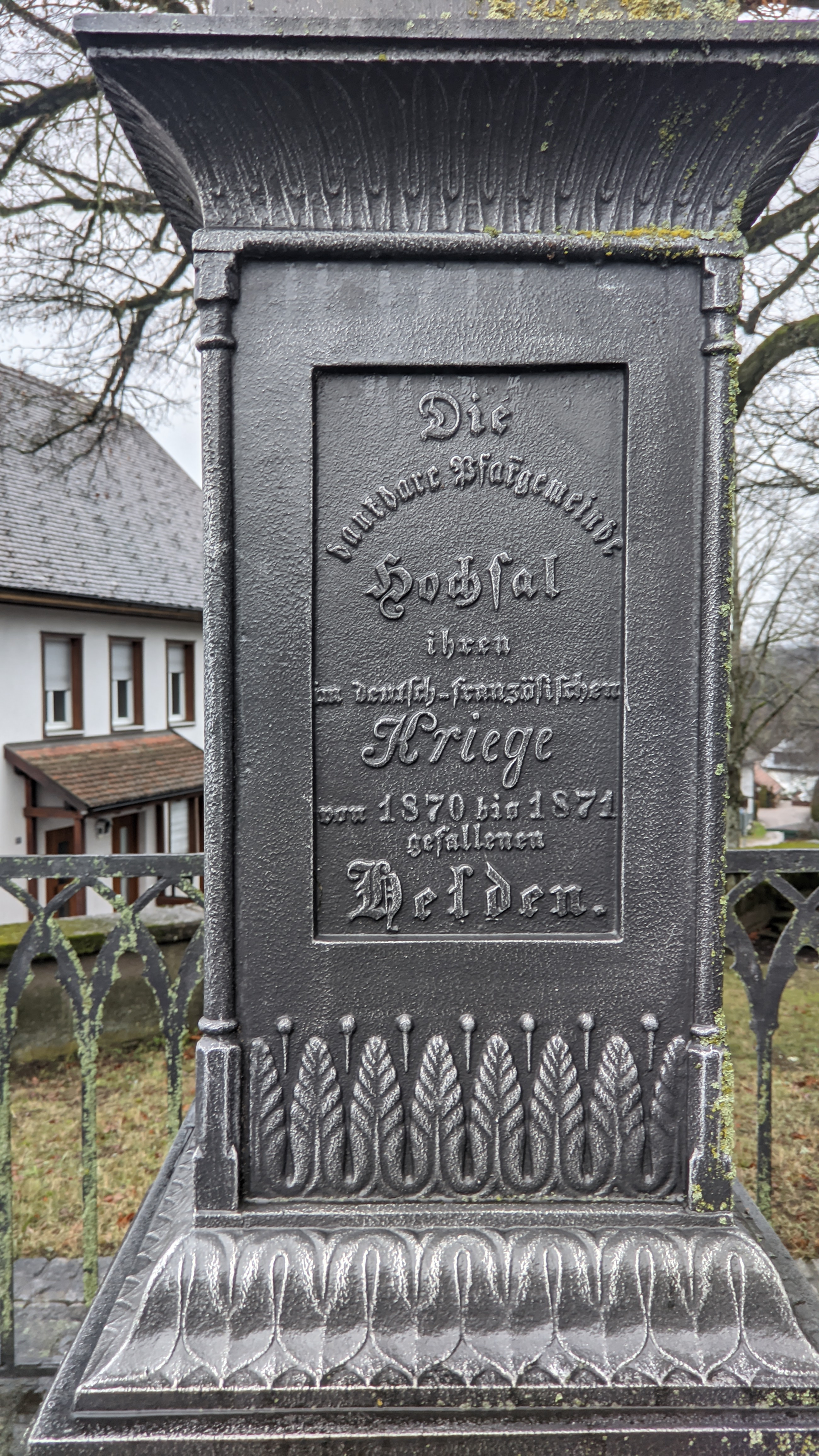
Inschrift Ost
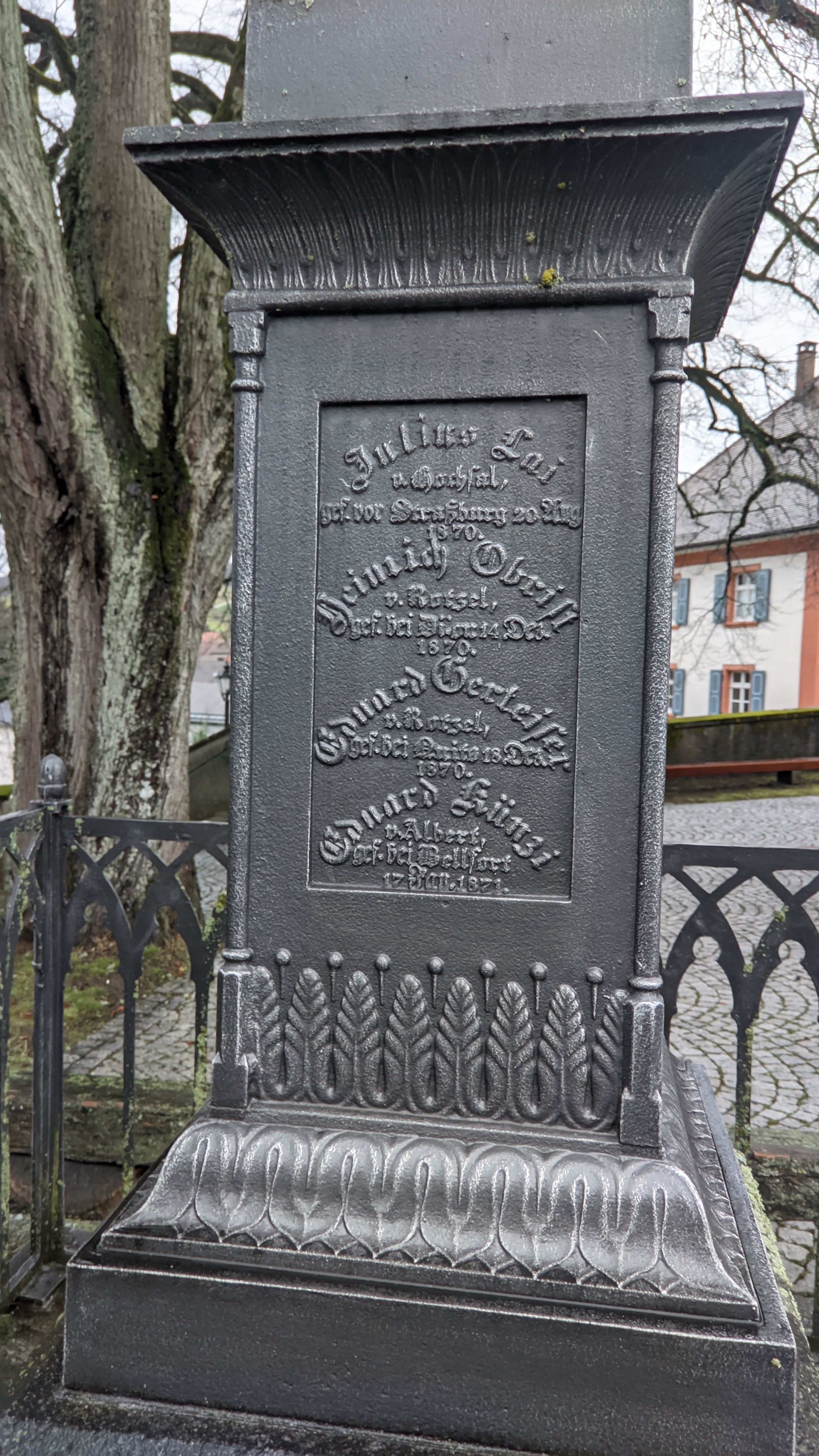
Inschrift Süd
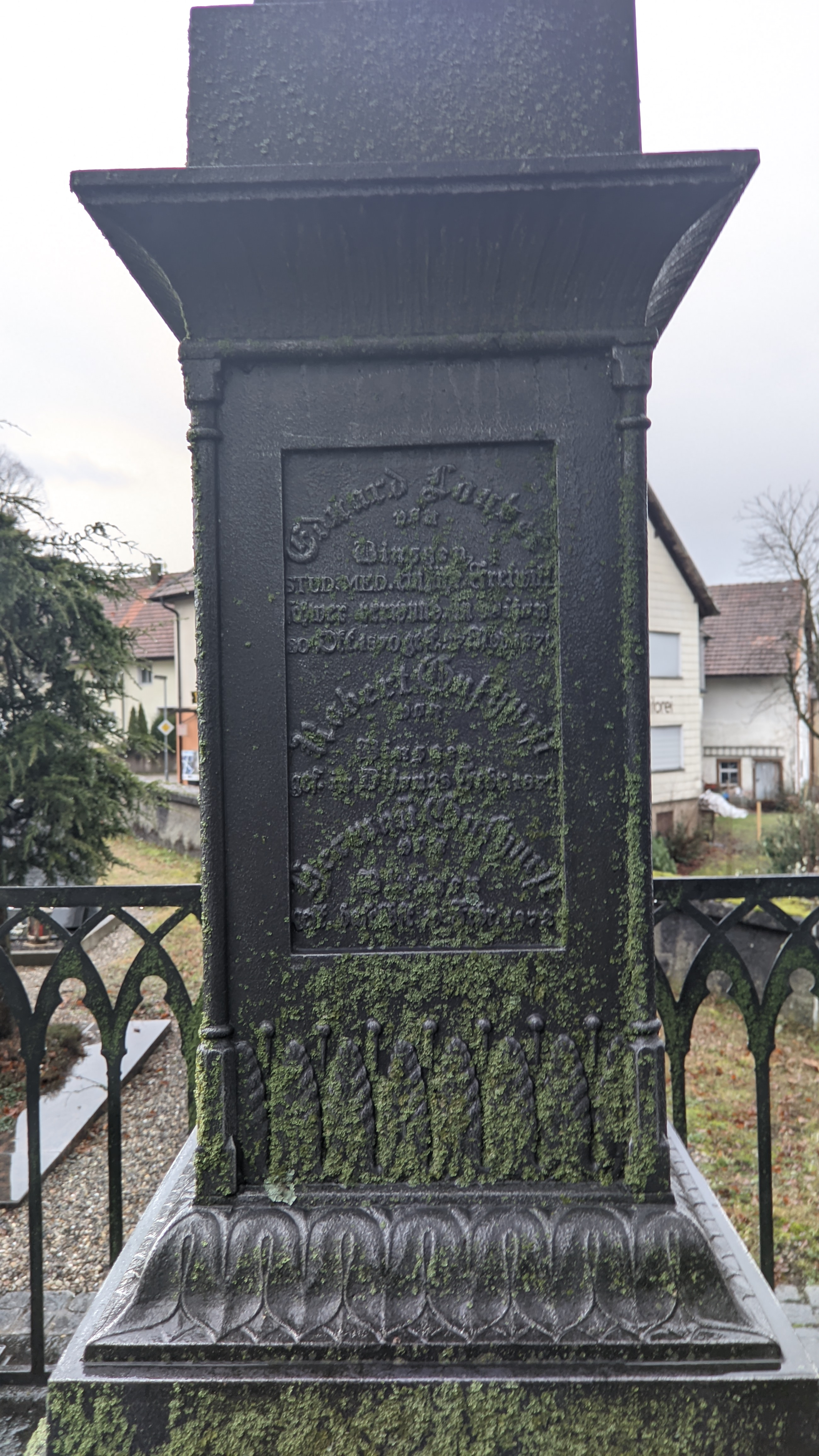
Inschrift Nord
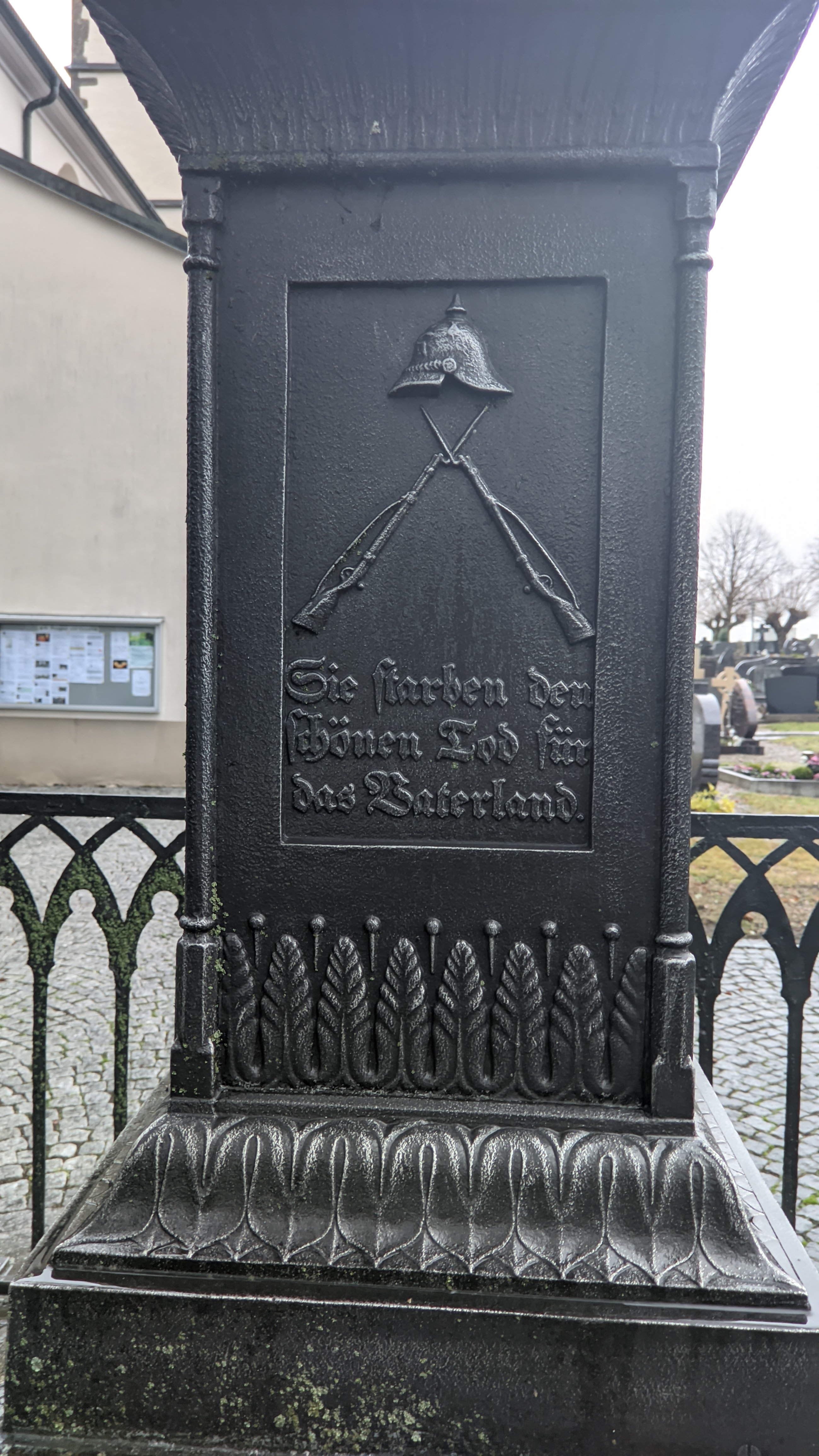
Inschrift West

## Persönlichkeiten
- Fridolin Huber (1763–1841), römisch-katholischer Geistlicher und Theologe

## Sonstiges
Die Kirche wurde im Rahmen der Sendung "Nächste Ausfahrt" des SWR in der Sendung vom 24. Mai 2021 besucht.
In der Kirche von Hochsal spielt die Sage von der heiligen Mathilde.